# ISCM World New Music Days 2011

Logo

Die ISCM World New Music Days 2011 der ISCM fanden vom 10. bis 15. April 2011 nach 2005 zum zweiten Mal in der kroatischen Hauptstadt Zagreb statt. Das Festival wurde in Kooperation mit der 26. Musikbiennale Zagreb (Muzički biennale Zagreb, MBZ) ausgerichtet. Zu den Jury-Mitgliedern gehörten die Komponisten Luc Brewaeys (Belgien), Benet Casablancas (Spanien), Nikša Gligo (Kroatien), Lojze Lebič (Slowenien) und Marko Ruždjak (Kroatien). Die Leitung übernahm der Kroate Berislav Šipuš. Es wurden u. a. Kompositionen von Jean-Luc Darbellay, Uroš Rojko und Sungji Hong dargeboten. Der ISCM-IAMIC Young Composer Award ging an die Taiwanerin Chiu-Yu Chou.